# Truth Serum
Truth Serum är debut-EP:n av den svenska sångerskan och låtskrivaren Tove Lo som släpptes våren 2014.

## Låtlista

### First international version
| Nr | Titel                                      | Kompositör                                                        | Längd |
| -- | ------------------------------------------ | ----------------------------------------------------------------- | ----- |
| 1. | Not on Drugs                               | Tove Nilsson, Alx Reuterskiöld, Jakob Jerlström, Ludvig Söderberg | 3:03  |
| 2. | Paradise                                   | Nilsson, Elliot Wilkins, Michael Orabiyi                          | 3:03  |
| 3. | Over                                       | Nilsson, Jason Gill, Mattias Larsson, Robin Fredriksson           | 3:44  |
| 4. | Habits (Stay High)                         | Nilsson, Jerlström, Söderberg                                     | 3:29  |
| 5. | Out of Mind                                | Nilsson, Reuterskiöld, N. Cobey                                   | 3:09  |
| 6. | Habits (Stay High) (Hippie Sabotage Remix) | Nilsson, Jerlström, Söderberg                                     | 4:17  |

### Nordic edition
| Nr | Titel                                      | Kompositör                                  | Längd |
| -- | ------------------------------------------ | ------------------------------------------- | ----- |
| 1. | Love Ballad                                | Nilsson, Jerlström, Söderberg               | 3:28  |
| 2. | Not on Drugs                               | Nilsson, Reuterskiöld, Jerlström, Söderberg | 3:03  |
| 3. | Paradise                                   | Nilsson, Wilkins, Orabiyi                   | 3:03  |
| 4. | Over                                       | Nilsson, Gill, Larsson, Fredriksson         | 3:44  |
| 5. | Habits (Stay High)                         | Nilsson, Jerlström, Söderberg               | 3:29  |
| 6. | Out of Mind                                | Nilsson, Reuterskiöld, Cobey                | 3:09  |
| 7. | Habits (Stay High) (Hippie Sabotage Remix) | Nilsson, Jerlström, Söderberg               | 4:17  |

### Re-release
| Nr | Titel                                    | Kompositör                          | Längd |
| -- | ---------------------------------------- | ----------------------------------- | ----- |
| 1. | Paradise                                 | Nilsson, Wilkins, Orabiyi           | 3:03  |
| 2. | Over                                     | Nilsson, Gill, Larsson, Fredriksson | 3:44  |
| 3. | Habits (Stay High) (Oliver Nelson Remix) | Nilsson, Jerlström, Söderberg       | 4:10  |
| 4. | Out of Mind                              | Nilsson, Reuterskiöld, Cobey        | 3:09  |

## Listplaceringar
| Listplaceringar (2014)             | Högsta placering |
| ---------------------------------- | ---------------- |
| Australian Albums (ARIA)           | 99               |
| Australian Hitseeker Albums (ARIA) | 1                |

## Utgivning
| Land    | Datum       | Format              | Skivbolag       |
| ------- | ----------- | ------------------- | --------------- |
| Sverige | 3 mars 2014 | Digital nedladdning | Universal Music |